# خدنگ کوچک آسیایی
خدنگ کوچک آسیایی (نام علمی: Herpestes javanicus) گونه‌ای خدنگ است که بیشتر در جنوب و جنوب شرقی آسیا پراکنده است. خدنگ کوچک آسیایی بیشتر در بوته زارها، باغ‌ها، نخلستان‌ها و اطراف مزارع زندگی می‌کند.